# Villers-sur-Bar
Villers-sur-Bar är en kommun i departementet Ardennes i regionen Grand Est (tidigare regionen Champagne-Ardenne) i nordöstra Frankrike. Kommunen ligger  i kantonen Sedan-Ouest som ligger i arrondissementet Sedan. År 2022 hade Villers-sur-Bar 240 invånare.

## Befolkningsutveckling
Antalet invånare i kommunen Villers-sur-Bar
Referens: INSEE